# Trujillo (Perú)
Trujillo és una ciutat peruana a la costa, a 500 km al nord de Lima, la capital. És la capital de la regió de La Libertad. Fou una ciutat important a l'època colonial i en diferents civilitzacions precolombines, de les que en queda la impressionant ciutat de tàpia de Chan Chan. Àrea metropolitana: 927.582 habitants (2007).